# Keeshond
Il Keeshond è una razza di cane appartenente alla sezione degli Spitz europei.

## Aspetti generici
Originario della Germania, è un cane di taglia media, molto simile al Chow Chow, appartenente al Gruppo 5. I Keeshond si fanno parecchio notare per la bellezza del loro manto rinforzato da un abbondante sottopelo. Il collo dotato di un opulento collare a forma di criniera e la coda folta portata decisamente sul dorso sono particolarmente attraenti. La testa è dotata di occhi vivi che ricordano quelli della volpe e le piccole orecchie appuntite conferiscono allo Spitz il caratteristico aspetto impertinente.

## Il carattere
Questo Spitz tedesco è sempre attento, vivo e straordinariamente attaccato al padrone. È molto ricettivo e facile da educare. La sua diffidenza verso gli sconosciuti e la totale mancanza di istinto per la caccia ne fanno un guardiano ideale per le case sia in città che in campagna. Non è né pauroso né aggressivo. Resistente alle intemperie, si caratterizza come robusto e longevo.

## Storia
Già nel secolo scorso, fra i naturalisti che si erano dedicati allo studio delle origini dei vari tipi di costituzione del cane domestico, si era accreditata la convinzione che i lupoidi, con i caratteri morfologici che si ritrovano negli Spitz, traessero tutti origine dal lupo artico, dal quale discendono - molto verosimilmente - tutte le razze che si sono formate nelle estreme regioni settentrionali asiatiche, europee ed americane. Il fatto, però, che di forme simili a quelle degli attuali Spitz dell'Europa e dell'Asia centrale esistessero tracce antichissime in regioni molto lontane da quelle artiche e subartiche, ha dato validità alla teoria di una loro origine del tutto autonoma da quella dei cani nordici. 
Lo standard dello Spitz tedesco, in premessa, alla descrizione delle caratteristiche distintive della razza, afferma che esso discende dal cane della torba e dal più tardivo spitz delle palafitte, i cui reperti osteologici vennero studiati da Ludwig Rutimeyer in Die fauna der Pfahlbauten in der Schweiz (Basilea 1861). Attraverso le osservazioni sui crani portati alla luce, effettuate innanzitutto da Rutimeyer e, quindi, da altri come M. Hilzheimer, ha acquistato valore questa tesi: nella seconda metà dell'era iniziale della pietra si notano, nei cani dell'epoca della torba, notevoli variazioni. Verso la fine di questa stessa era esse si trasformano in vere caratteristiche di razza. Già in questo periodo l'uomo è allevatore di cani e si notano nella sua pressione selettiva due tendenze; la creazione, da una parte, di tipi sempre più grandi e, dall'altra, di forme sempre più piccole.  Sicché i cani palustri, ritrovati negli insediamenti dell'Europa centromeridionale, costituivano gruppi di vere e proprie razze, caratterizzate da un tipo comune, come quello dei Volpini, dei quali vi sono tracce in vaste regioni del mondo artico, comunque lontane o tutt'al più limitrofe, rispetto a quelle dell'estremo settentrione, con le quali non esistevano comunicazioni. 
Oltre che in Europa, testimonianze dell'antica presenza dello Spitz sono state trovate nell'Asia centrale, meridionale ed orientale, sino alle isole dell'Oceano Pacifico, ed occidentale fino al Madagascar. 
È certo che era conosciuto presso gli antichi Egizi; Max Siber ne ha rintracciato la presenza nel centro dell'Africa. Ancora Siber scoprì un cane di tipo volpinoide a Sumatra. Dello stesso ceppo è il Chow-chow cinese che conserva, sia pure con qualche variazione, la forma palustre.  Lo ritroviamo anche raffigurato su una brocca ateniese del 400 a. C. Un'altra traccia è stata rinvenuta in una figura di epoca micenea, datata un secolo e mezzo prima di Cristo. Gli studi osteologici e l'osservazione delle immagini, che dipinte o scolpite si sono conservate per almeno tremila anni, fanno concludere che lo Spitz della torba si è mantenuto secolo dopo secolo, immutato nel tempo, sino a dare origine alle razze come noi oggi le conosciamo. Tutti gli zoologi sono concordi nell'affermare che lo Spitz è una delle più antiche razze del mondo.

## Origini del Wolfspitz
Non siamo in possesso di nulla di veramente attendibile riguardo all'origine del Wolfspitz. Tra tutti gli Spitz che erano allevati esclusivamente per la caccia, esso è il solo a non avere una spiccata attitudine per questa attività. Esso infatti non è mai stato utilizzato per questa funzione, bensì solo per la guardia. Quanto segue è stato redatto da Anne Burnett, specialista della razza:
(Anne Burnett)

## Caratteristiche fisiche

### Andatura
Trotto leggero scorrevole ed elastico, per effetto di una buona spinta da dietro.

### Mantello

#### Pelo
Doppio: quello di copertura lunga, diritto e scostato dal corpo; sottopelo corto, spesso e ovattato. Testa, orecchi, parte anteriore degli arti e piedi ricoperti di pelo corto e denso (vellutato), lungo e abbondante invece quello del resto del corpo; non ondulato né riccio, né ispido, non diviso a partire dalla linea del dorso. Collo e spalle ricoperti da ricca criniera; parti posteriori degli arti anteriori ben frangiate; posteriori ricoperti, dalla groppa al garretto, da un'opulenta coulotte; folta coda.
Pelle ben aderente al corpo, senza pieghe.

#### Colore
Vedi "Varietà", per ciascuna delle varie taglie.

#### Corpo
Testa di media grandezza; cranio più largo dietro (visto da sopra), che va diminuendo a cono fino al tartufo. Stop moderatamente pronunciato (di profilo). Guance delicatamente tondeggianti, pur se non sporgenti. Muso ben proporzionato rispetto al cranio, non troppo lungo; tartufo piccolo e rotondo, nero puro, tranne nei soggetti dal mantello marrone (marrone scuro, in questo caso). Labbra non sovrapposte, ben tese, senza pieghe alla commessura. Completamente nere in tutte le varietà di colori, tranne nei soggetti marrone (dove sono di color marrone scuro).
Occhi di media grandezza, leggermente allungati e un po' di traverso; di colore scuro; palpebre pigmentate di nero in tutte le varietà, tranne nei soggetti dal mantello marrone (dove sono di color marrone scuro).
Orecchie piccole, molto ravvicinate, a punta e triangolari; attaccate alte e sempre portate erette, con la punta ben rigida.
Mascelle normalmente sviluppate, articolazione a forbice; dentatura completa (42 denti nello spitz-lupo, nello spitz di grande taglia e nel medio, tollerata nel piccolo e nel nano l'assenza di un numero ridotto di premolari).
Collo di media lunghezza, largo all'attacco tra le spalle, la nuca appare leggermente arcuata; senza giogaia, ricoperto da collare a criniera.
Gli arti anteriori sono diritti e abbastanza larghi sul davanti. Scapola lunga e inclinata indietro; braccio quasi lungo quanto la spalla, con angolazione scapolo-omerale di 90° circa; spalla di buona muscolatura, saldamente aderente alla gabbia toracica. Gomiti dalla forte articolazione, ben aderenti al torace, non girati in dentro né in fuori.
Avambracci di media lunghezza, vigorosi rispetto al tronco, perfettamente diritti, con la parte dietro ben frangiata. Metacarpi solidi e mediamente lunghi; angolazione con l'avambraccio di circa 20° rispetto alla verticale.
Gli arti posteriori sono molto muscolosi, con abbondanti coulottes fino al garretto; diritti e paralleli. Coscia e gamba quasi altrettanto lunghe. Grassella moderatamente angolata, solida e non spostata in dentro né in fuori, in movimento. Metatarsi di media lunghezza, robustissimi e perpendicolari al suolo.
I piedi appaiono piccoli, rotondi, con dita strette (di gatto) e ben arcuate, quelli anteriori; i posteriori, non altrettanto rotondi, con dita ben strette e cuscinetti resistenti. Unghie e cuscinetti di colore il più scuro possibile.
Il petto è ben abbassato e arcuato; ben sviluppata la regione dello sterno; gabbia toracica sviluppata il più possibile indietro.
La linea superiore, a partire dalla punta delle orecchie, si prolunga orizzontalmente, dopo una dolce incurvatura, nel dorso (il profilo è completato dalla folta coda rigirata sul dorso, che ne ricopre una parte). Garrese ben pronunciato, che progressivamente si fonde con il dorso, il più corto possibile, diritto e forte; rene corto, largo e forte; groppa larga, corta, non avvallata.
Il ventre è moderatamente retratto.
La coda risulta attaccata alta e di media lunghezza, molto folta, eretta fin dalla radice, rigirata in avanti e arrotolata sul dorso (vi si appoggia saldamente).

### Difetti
Tutto ciò che si discosti dallo standard indicato verrà penalizzato secondo la gravità.
Difetti gravi: struttura o andatura difettose; testa troppo piatta o troppo a volta; tartufo, palpebre e labbra chiari; occhi troppo grandi, prominenti o infossati; premolari mancanti nei soggetti di media o grande taglia.
Difetti da squalifica: macchioline bianche ben delimitate in ogni varietà di taglia; persistenza della fontanella; prognatismo ed enognatismo; orecchio mozzato; monorchidismo, criptorchidismo, testicoli non perfettamente calati nello scroto o uno dei due non sufficientemente sviluppato.
Taglia: Altezza al garrese: 50 cm; tolleranza di 5 cm in più o in meno (ammesse taglie fino a 60 cm, ma solo se non alterato l'aspetto generale).
Colore. Grigio-lupo (grigio-nuvola, cioè spruzzato di nero sulle punte di ogni pelo): vale a dire un grigio-argentato, con carbonature (sfumature nere all'estremità dei peli); maschera non troppo scura; criniera più chiara, come la zona delle spalle (finimenti); arti anteriori e posteriori grigio-argentati, senza segni neri sotto i gomiti o i garretti; punta della coda nera, con parte inferiore e coulottes grigio-argento chiaro.